# دهه ۲۲۰ (میلادی)
دهه ۲۲۰ (میلادی) دهه بیست و دوم تقویم میلادی است.

## درگذشتگان
‎